# Zamek w Wilkowie Wielkim
Zamek w Wilkowie Wielkim (niem. Schloss Groß Wilkau) – zabytkowy zamek w Wilkowie Wielkim – wsi w Polsce, w województwie dolnośląskim, w powiecie dzierżoniowskim, w gminie Niemcza.

## Historia
Dzisiejszy zmake powstał po rozbudowie rycerskiej wieży obronnej, którą wzniósł prawdopodobnie Dyprand von Reibnitz, wzmiankowany w 1478 roku jako właściciel wsi.
W XVI wieku budowla była własnością rodziny von Nimitz i jej przedstawiciel Krzysztof (Christoph) von Nimitz polecił dobudować do gotyckiej wieży pałac w stylu renesansowym. Mury średniowiecznej wieży znajdują się we wschodnim skrzydle pałacu.
W latach 1640–1647 majątek przeszedł w ręce książąt brzeskich. W latach 1674–1685 rezydencja była własnością Heinricha von Zierotin. Około 1694 dobra z powodu braku spadkobierców ponownie przeszły pod zarząd książęcy.

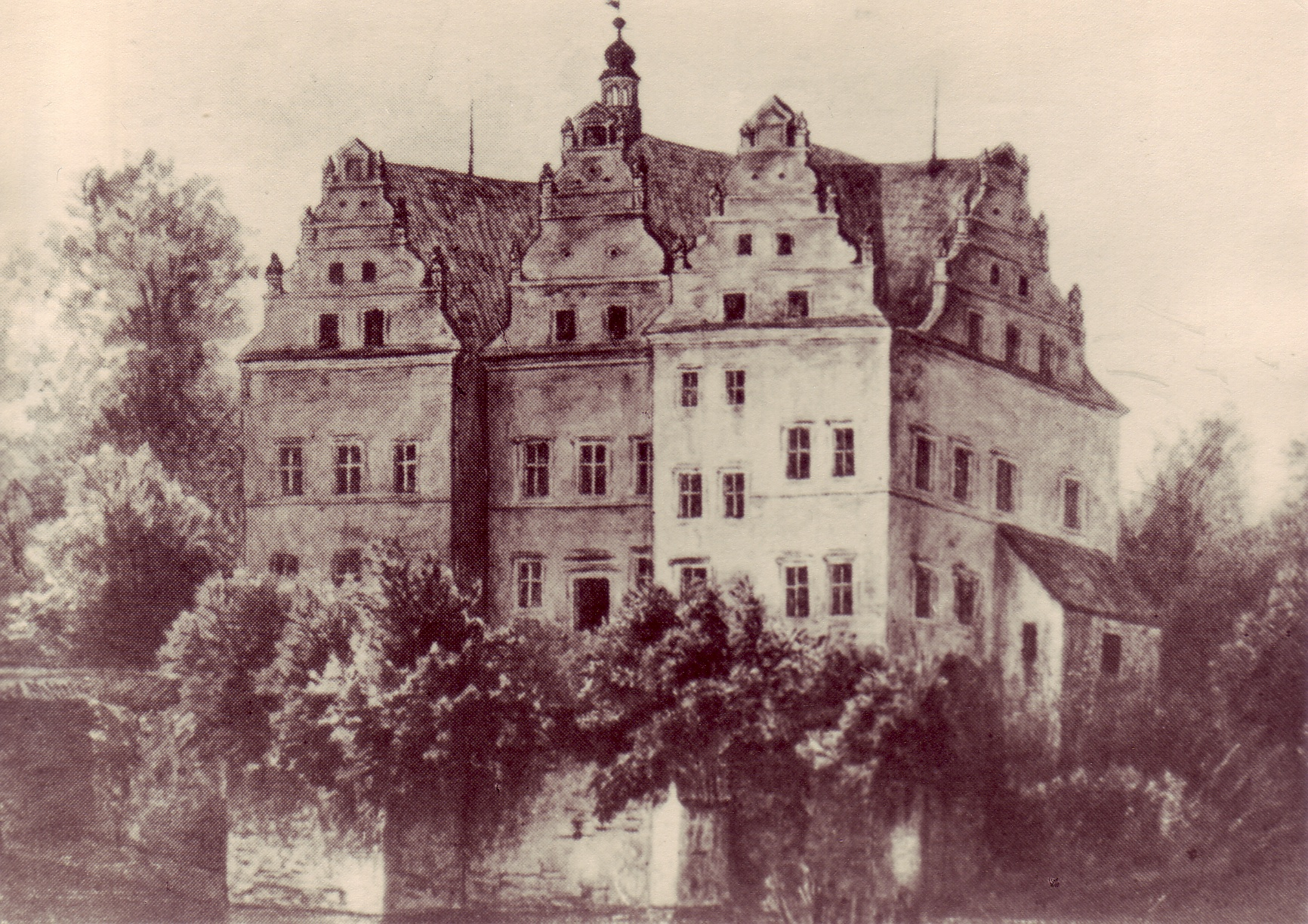
Zamek w Wilkowie Wielkim

W XVIII wieku właścicielami byli m.in. Edward von Golloway, rodzina von Gallard, Franz Weighard von Hoffmann, rodzina von Tschirsky. W tym okresie pałac został częściowo przebudowany w stylu barokowym. W 1751 roku Wilków kupił Karl Friedrich II von Pfeil (1735-1807).
W 1842 roku właścicielem majątku stał się Juliusz von Koschembar. W latach 1853–1927 pałac znajdował się w rękach rodziny von Chappuis, która to dokonała ostatniej przebudowy budynku. Przed II wojną światową właścicielem pałacu był Will Rodatz.
Po wojnie umieszczono w nim Ośrodek Hodowli Zarodowej, który do dziś jest jego właścicielem.
W skład zespołu zamkowego wchodzi park i zabudowa gospodarcza.